# ラスリン島

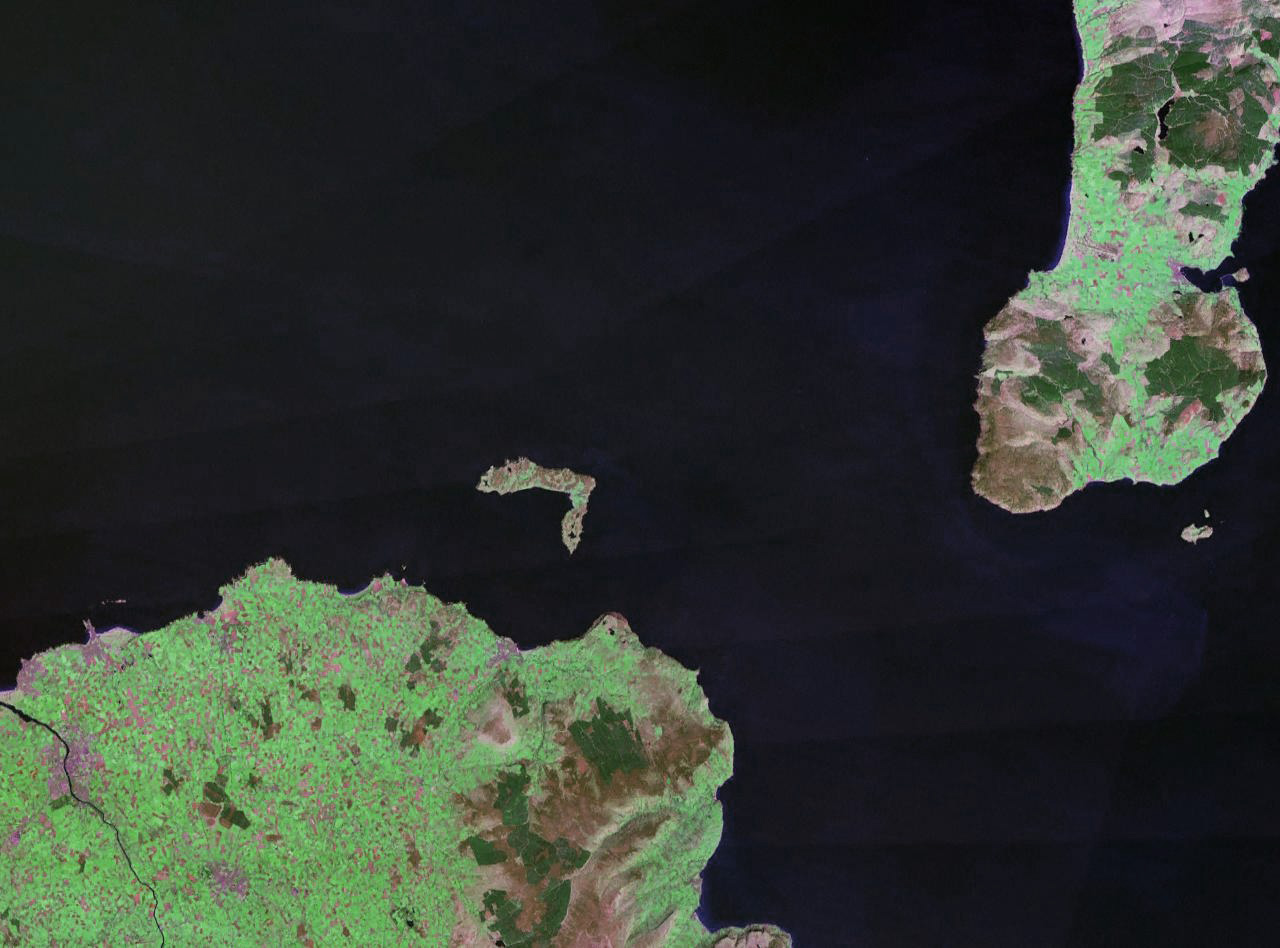
衛星写真。北がキンタイア半島、南がアイルランド島

ラスリン島 （Rathlin、アイルランド語:Reachlainn、スコットランド・ゲール語:Reachra）は、北アイルランドの島。アントリム郡に属する。本土から6km離れている。対岸のスコットランド、マル・オブ・キンタイアから25kmしか離れていない。L字型の島で、東西に7km、南北に4kmの長さがある。フェリーが本土のバリーキャッスルと往復する。人口75人。
中世の年代記アンナルズ・オブ・アルスター（en）によれば、ラスリン島はアイルランド島で初めてヴァイキングの略奪に遭った地である。795年、ヴァイキングは島の教会を略奪し、建物に火を放ったという。
1575年、悪名高い虐殺事件が起きた。初代エセックス伯ウォルター・デヴルーはアイルランド攻略を命じ、命を受けたフランシス・ドレークとジョン・ノリーズが島へ上陸した。イングランド軍は、マクドナルド氏族が避難していた島を襲い、数百人の女性と子供を殺害した。
現在、ラスリン島は日帰り旅行の観光地として人気がある。マイクロバス・ツアーや、貸し自転車もある。島周囲の難破船を巡るスクーバダイビングもできる。
ラスリン島のアイルランド語方言は現在絶えてしまったが、かつては、アイルランドのどこよりもスコットランド・ゲール語に近いとされていた。